# Мисики (Кременецький район)
Ми́сики — колишнє село село Кременецького району Тернопільської області, підпорядковувалося Крижівській сільраді. За рішенням Тернопільської обласної ради від 12 листопада 2013 року об'єднане з селом Крижі.
Населення — 183 особи (2001).
Раніше Мисики були частиною села Крижі.
У селі є дві «фігури».

## Населення
За даними перепису населення 2001 року мовний склад населення села був таким:
| Мова       | Число ос. | Відсоток |
| ---------- | --------- | -------- |
| українська |           | 99,45    |
| білоруська |           | 0,55     |